# Дуглас, Данбар, 6-й граф Селкирк
Данбар Джеймс Дуглас, 6-й граф Селкирк (англ. Dunbar James Douglas, 6th Earl of Selkirk; 22 апреля 1809 — 11 апреля 1885) — шотландский пэр и политик. Он носил титул учтивости — виконт Дэр с 1809 по 1820 год.

## Происхождение и образование
Родился 22 апреля 1809 года в Лондоне. Единственный сын Томаса Дугласа, 5-го графа Селкирка (1771—1820) и Джоан Уэддерберн-Колвилл (? — 1871).
8 апреля 1820 года после смерти своего отца Данбар Дуглас унаследовал титул 6-го графа Селкирка, а также титул 6-го лорда Дэра и Шортклеуча. Сначала он получил образование в Итонском колледже (1823—1828) и в колледже Крайст-Черч (с 1827 года). Он окончил Оксфордский университет в 1830 году со степенью бакалавра искусств, получив диплом с отличием по математике, а затем в Оксфорде в 1834 году степень магистра искусств. Он был избран членом Королевского общества 13 января 1831 года.
Шотландский пэр-представитель в Палате лордов от консервативной партии в 1830—1885 годах, хранитель Большой печати Шотландии (1852, 1858—1859), лорд-лейтенант Керкубришира (1845—1885).
Он умер на острове Сент-Мэрис в Керкубришире 11 апреля 1885 года в возрасте 75 лет, не оставив потомства, и был похоронен в Керкубри, Шотландия, недалеко от семейного дома. Титул графа Селкирка перешел к его дальнему родственнику, Чарльзу Джорджу Дугласу-Гамильтону. Дополнительный титул лорда Даэра и Шортклеуча стал бездействующим.
Остров Святой Марии, резиденция графа Селкирка в Керкубри, графство Керкубришир, представляет собой покрытый лесом полуостров, выступающий на юго-запад в залив Кирккадбрайта, на правом берегу реки Ди. На нем когда-то стоял монастырь двенадцатого века, посвященный Святой Марии, ставший домом лорда Даэра, сына графа Селкирка. Данбар Джеймс когда-то владел 20 283 акрами, на примерно 39 фермах, в Керкубри, оцениваемых в 19 770 фунтов стерлингов в год, дополненных рыболовством на реке Ди, что давало ренту в размере 150 фунтов стерлингов в год.

## Поместье Селкирка
По крайней мере с 1820 по 1830 год, действуя от имени Данбара Дугласа, поместьем 5-го графа управлял Совет попечителей и юристы с «доверенностями», чьи мотивы и советы можно было поставить под сомнение. Их было четверо: Эндрю Колвилл (Колвайл) (1779—1856), Джон Холлбрит (Халкет) (1768—1852), Адам Мейтленд (1764—1843) и сэр Джеймс Монтгомери, 2-й баронет (1766—1839). Джон Уддерберн Халкетт и сэр Джеймс Монтгомери были женаты на сестрах Томаса Дугласа, 5-го графа Селкирка.

## Продажа канадских владений годов
6-й граф граф Селкирк достиг совершеннолетия в 1830 году. Его попечители и опекуны, управлявшие колонией, стремились сократить расходы, прекратив субсидии поселенцам, отказались набирать и финансировать новых европейских иммигрантов, видя, что рост населения идет медленно из-за ухода в колонию торговцев пушниной и их семей метисов или их увольнения из-за сокращения численности Компанией Гудзонова залива. В 1834 году лорд Селкирк продал поместье Ассинибойя (116 квадратных миль) Компании Гудзонова залива за 15 000 фунтов стерлингов. В 1860 году Данбар Дуглас, лорд Селкирк, действуя по совету своего земельного агента, продал свои владения колониальному правительству на острове Принца Эдуарда, тогда включавшие около 62 059 акров, за 6 586 фунтов стерлингов 17 шиллингов 8 пенсов за акр, цена за акр была указана как 2 шиллинга 2 пенса стерлингов.

## Брак
29 июня 1878 года в Литл-Будворте, графство Чешир, Англия, 69-летний лорд Селкирк женился на 42-летней Сесили Луизе Грей-Эгертон (1836 — 10 января 1920), дочери сэра Филиппа де Малпаса Грей-Эгертона, 10-го баронета (1806—1881), и Энн Элизабет Грей-Эгертон (1808—1882).
После короткого брака в шесть лет 6-й граф Селкирк скончался 11 апреля 1885 года в возрасте 75 лет. Графиня Селкирк оставалась вдовой в течение 35 лет и умерла 10 января 1920 года в Балмаклеллане, Шотландия.